# Absolutie
Absolutie is het vergeven van één of meerdere zonden.

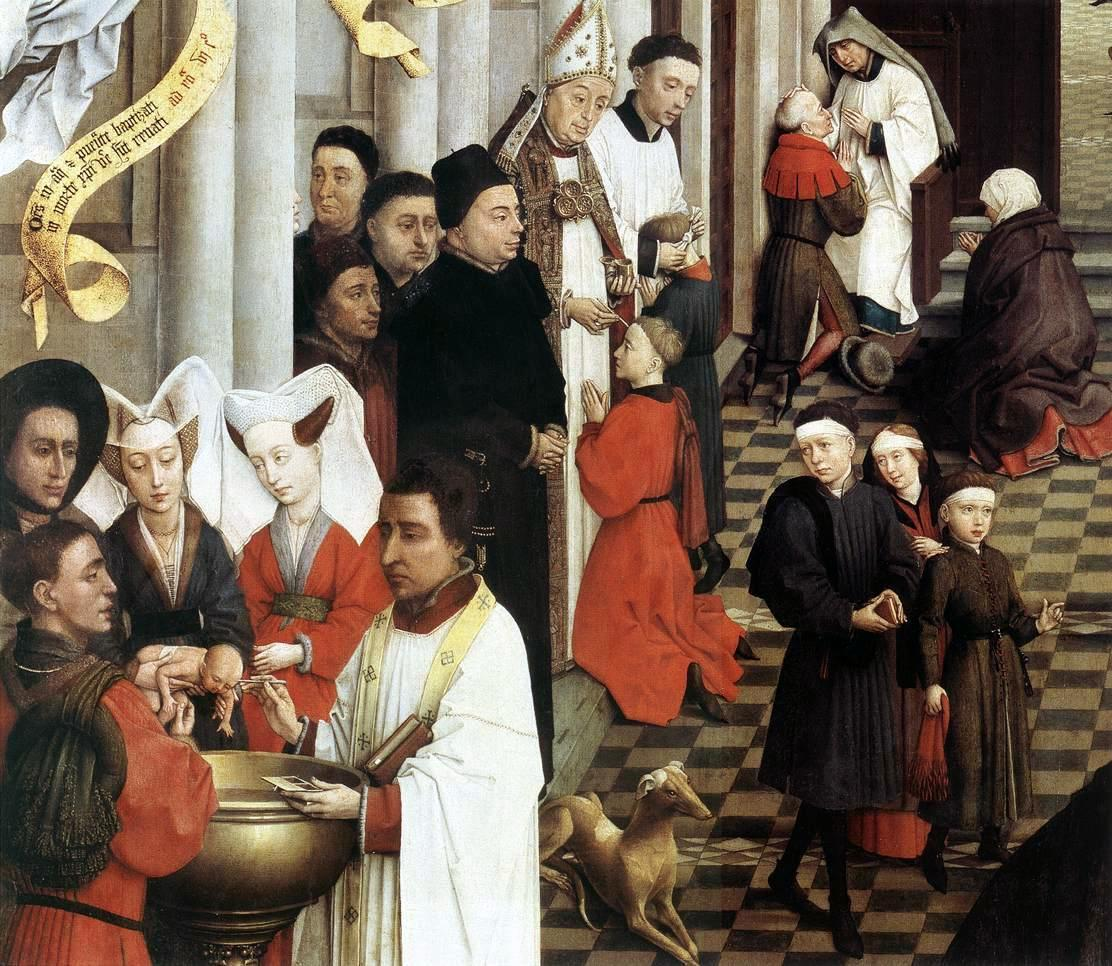
"De zeven sacramenten" (detail) - rechts boven : biecht en absolutie
Rogier van der Weyden (ca. 1445-1450) - K.M.S.K., Brussel

De term komt uit de Rooms-Katholieke Kerk. Het begrip absolutie stamt uit de tijd van paus Calixtus I. Binnen de Kerk waren er rond de tijd van dit pauselijk decreet meerdere stromingen, die verschillend over zondig gedrag dachten, zoals de gnostici, de donatici en de gewone hoofdstroom van de Kerk van Rome. Met het Concilie van Nicaea, en de daar gepredikte verzoeningsleer, vond de absolutie als uitdrukking zijn definitieve ingang in de officiële doctrines van de Kerk.
De absolutie staat ook wel synoniem voor het sacrament van de biecht. Van de biecht is de absolutie, als sacramentele ritus waarin de zonden door de priester vergeven worden uit naam van Christus, het voornaamste deel.